# 8,8 cm KwK 36

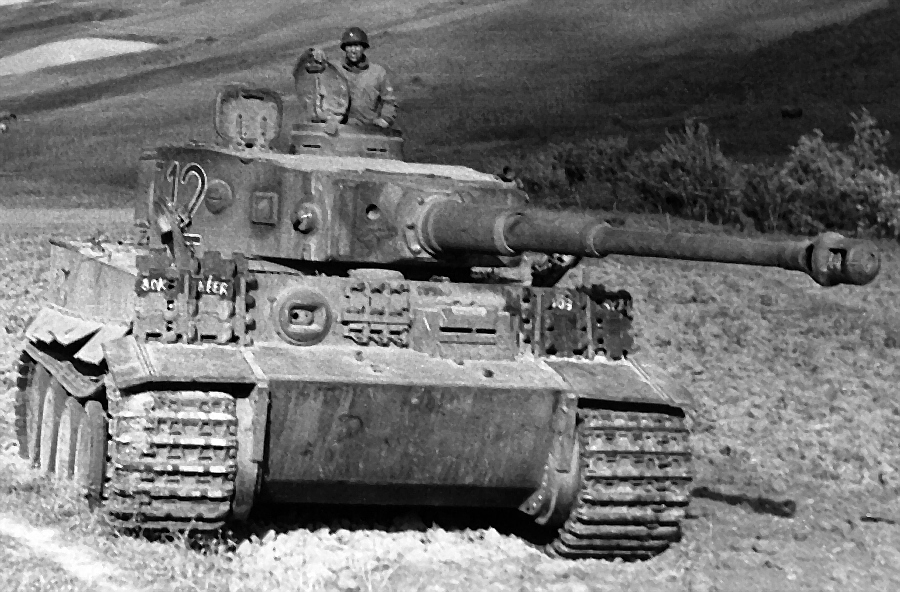

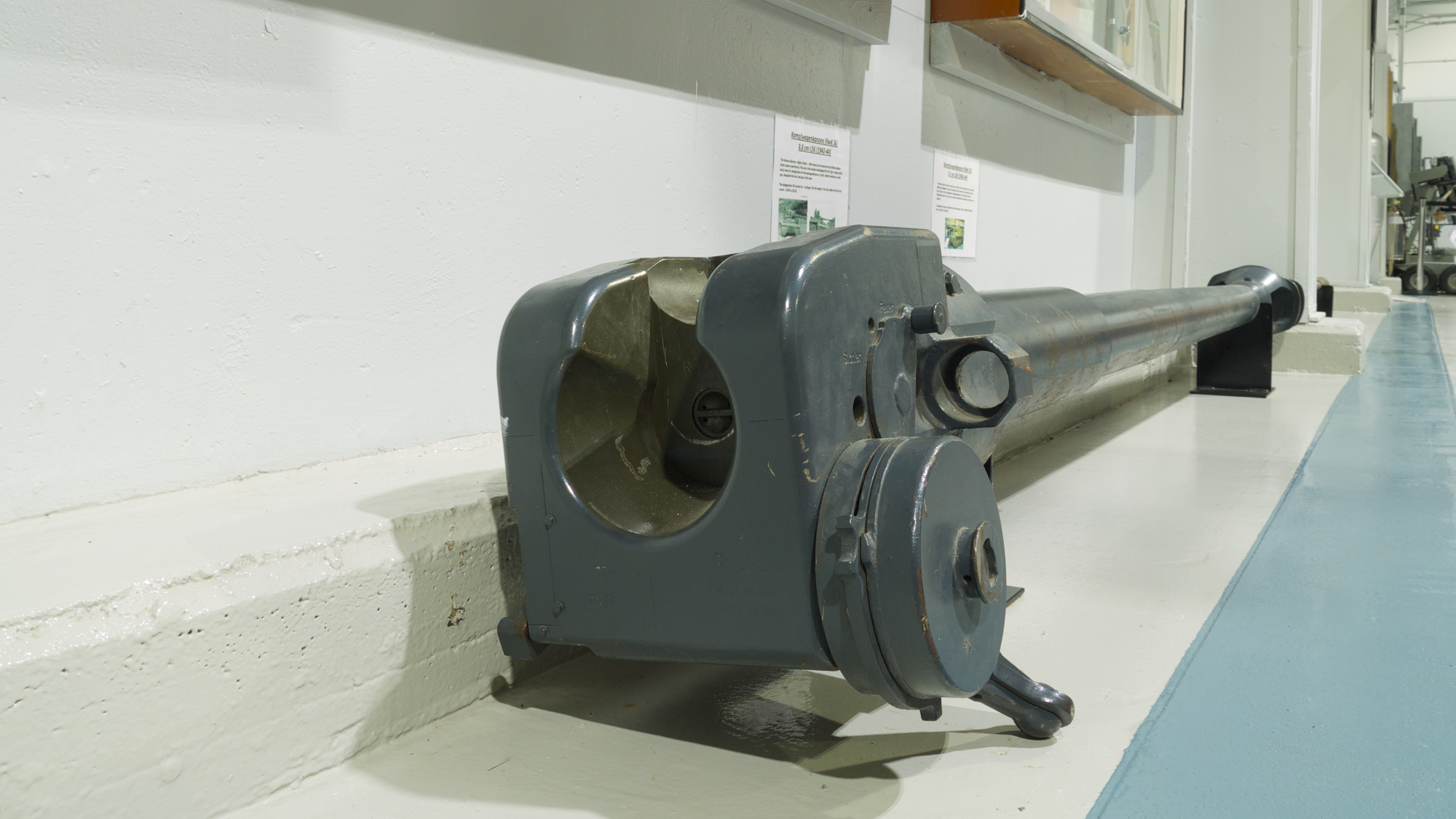
8.8 cm KwK 36

8,8 cm KwK 36 L/56 (нем. 8,8 cm Kampfwagenkanone 36 L/56) — танковая пушка калибром 88 мм с электрическим воспламенением (электрозапалом),
стоявшая на вооружении вермахта в годы Второй мировой войны. Являлась основным вооружением танка «Тигр I» (PzKpfw VI Tiger I). Разработана и производилась фирмой «Крупп».
Пушка KwK 36 была одним из самых удачных образцов танковых орудий своего времени. Высокая настильность траектории обеспечивала возможность поражения цели даже при неточном определении дистанции. На испытаниях в британской армии удалось добиться пяти последовательных попаданий в мишень размером 40 × 50 см с расстояния 1100 м.

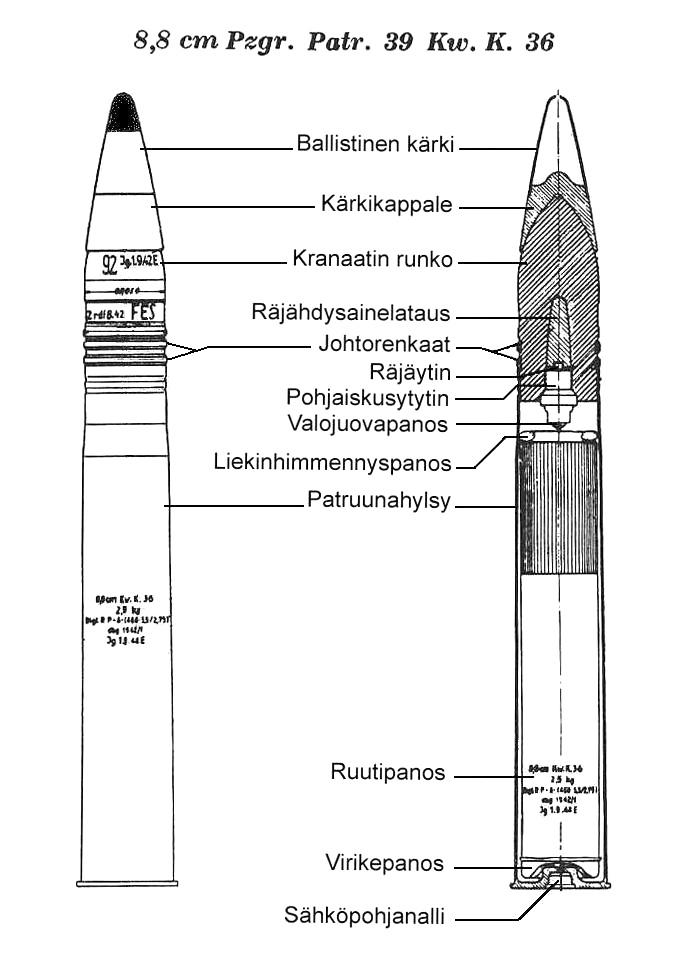
Выстрел 88 мм пушки с бронебойным каморным снарядом PzGr. 39.

Для снаряжения унитарных патронов применялась стальная гильза 88x571R патрона зенитных пушек 8,8 cm Flak (индекс гильзы 6347St.), у которой ударная капсюльная втулка заменена на электрозапальную. В связи с этим боеприпасы от зенитных пушек не могли использоваться в танковой пушке.
Характерным для германских боеприпасов бронебойного действия являлось использование унифицированных в различных калибрах снарядов, снаряжаемых, помимо указанного, в гильзы различной длины. Наиболее распространенным типом бронебойных снарядов являлся снаряд с индексом Pzgr. 39, имевший несколько модификаций, отличавшихся незначительными изменениями. Например, модификация 8,8-cm PzGr. 39-1 отличалась использованием более качественной стали. Модификация PzGr. 39/43 в том же калибре отличалась более широкими (относительно PzGr. 39-1) ведущими поясками: 17,8 мм вместо 12,3 мм, для предотвращения срыва с нарезов канала ствола при действии высоких давлений. Материал поясков - спечённое железо.
Бронебойные наконечники снарядов Pzgr. 39 имели сложную форму передней поверхности с приподнятой центральной и периферийными частями, последние по форме и назначению напоминали противорикошетное кольцо, приподнятые выступы которого обеспечивали "закусывание" и нормализацию снаряда на броне при углах соударения превышающих 45 градусов (от нормали).

## Боеприпасы
Panzergranate 39 (Pzgr. 39/43)  (англ. APCBC)
- Тип: Бронебойный снаряд с бронебойным и баллистическим наконечниками, разрывным зарядом и трассёром
- Длина патрона: 1125 мм
- Длина снаряда: 365 мм
- Масса патрона: 22,685 кг
- Масса снаряда: 10,2 кг
- Дульная скорость: 810 м/с
- Масса ВВ: 0,059 кг

Значения пробиваемости даны для броневой плиты с наклоном 30° от вертикали.
| Дистанция, м | Бронепробиваемость, мм | Вероятность попадания в мишень 2,5 × 2 м | Вероятность попадания в мишень 2,5 × 2 м |
| Дистанция, м | Бронепробиваемость, мм | испытательный стенд                      | на полигоне                              |
| ------------ | ---------------------- | ---------------------------------------- | ---------------------------------------- |
| 100          | 161                    | 100 %                                    | 100 %                                    |
| 500          | 153                    | 100 %                                    | 100 %                                    |
| 1000         | 135                    | 100 %                                    | 93 %                                     |
| 1500         | 120                    | 98 %                                     | 74 %                                     |
| 2000         | 92                     | 87 %                                     | 50 %                                     |
| 2500         | неизвестно             | 71 %                                     | 31 %                                     |
| 3000         | неизвестно             | 53 %                                     | 19 %                                     |

Panzergranate 40 (Pzgr. 40/43)   (англ. APCR)
Тип: Бронебойный подкалиберный с карбид вольфрамовым сердечником
- Длина патрона: 1119,2 мм
- Длина снаряда: 355 мм
- Масса снаряда: 7,30 кг
- Дульная скорость: 930 м/с

| Дистанция, м | Бронепробиваемость, мм | Вероятность попадания в мишень 2,5 × 2 м | Вероятность попадания в мишень 2,5 × 2 м |
| Дистанция, м | Бронепробиваемость, мм | испытательный стенд                      | на полигоне                              |
| ------------ | ---------------------- | ---------------------------------------- | ---------------------------------------- |
| 100          | 171                    | 100 %                                    | 100 %                                    |
| 500          | 156                    | 100 %                                    | 100 %                                    |
| 1000         | 138                    | 100 %                                    | 93 %                                     |
| 1500         | 123                    | 97 %                                     | 74 %                                     |
| 2000         | 110                    | 89 %                                     | 47 %                                     |
| 2500         | неизвестно             | 78 %                                     | 34 %                                     |
| 3000         | неизвестно             | 66 %                                     | 25 %                                     |

Granate 39 HL (Gr. 39/43 HL )  (англ. HEAT)
- Тип: Кумулятивный
- Длина патрона: 1174 мм
- Длина снаряда: 430 мм
- Масса снаряда: 7,65 кг
- Масса снаряжения: 0,64 кг
- Дульная скорость: 600 м/с

Значения пробиваемости даны для броневой плиты с наклоном 30° от вертикали.
| Дистанция, м | Бронепробиваемость, мм | Вероятность попадания в мишень 2,5 × 2 м | Вероятность попадания в мишень 2,5 × 2 м |
| Дистанция, м | Бронепробиваемость, мм | испытательный стенд                      | на полигоне                              |
| ------------ | ---------------------- | ---------------------------------------- | ---------------------------------------- |
| 100          | 90                     | 100 %                                    | 100 %                                    |
| 500          | 90                     | 100 %                                    | 98 %                                     |
| 1000         | 90                     | 94 %                                     | 62 %                                     |
| 1500         | 90                     | 72 %                                     | 34 %                                     |
| 2000         | 90                     | 52 %                                     | 20 %                                     |